# 固有地震
固有地震（こゆうじしん、英語: Characteristic earthquake）とは、ある断層において、ほとんど同じ間隔と規模をもって、周期的に繰り返し発生する地震のこと。固有地震は震源域・規模や地震波形までも類似していることから、相似地震（そうじじしん）という呼び方もある。
また、地震は地殻内でランダムに発生するという考え方に対して、固有地震のように一定の時間的間隔をもってほぼ同じ震源域・規模の地震が発生するという学説を固有地震説と呼ぶ。
現在地震学では一般的に、マグニチュード6 - 7を超えるような大地震においては、そのほとんどが固有地震であると考えられている。

## 固有地震とは
固有地震の有無は、地下の特定の場所での地震の活動記録を調べることで発見できる。ある場所での地震モーメントやマグニチュードの積算グラフ（M-T積算グラフ）や地震回数の積算グラフなどを時系列で見て、グラフに一定の間隔で高まりがある場合、それが固有地震であると考えられる。主に固有地震はM6～8程度の中・大地震であることが多いが、M4からM2程度の小・微小地震でも発見されている。
例として、岩手県釜石沖の太平洋の北緯39 - 40°・東経141 - 142°、深さ約50kmの付近で、約5.5年間隔で発生するM4.8前後の地震が挙げられる。1957年以降、10回の周期的発生が確認されている。
- 1957年9月27日 - M4.8
- 1962年7月30日 - M4.9
- 1968年10月17日 - M4.9
- 1973年12月8日 - M4.8
- 1979年7月19日 - M4.8
- 1985年3月1日 - M4.8
- 1990年7月16日 - M4.8
- 1995年3月11日 - M4.8
- 2001年11月13日 - M4.7
- 2008年1月11日 - M4.7

固有地震という考え方は20世紀中盤から、多少異なる形で提唱されてきた。Wallace (1970)、松田 (1975)、Sieh の "uniform-earthquake model" (1981) 、Wesnousky et al. の "maximum-earthquake model" (1983) 、Schwartz と Coppersmith の "characteristic earthquake hypothesis" (1984) などがある。経験的に、被害地震や大地震とされるようなM6 - 7以上の地震が固有地震になりやすいと考えられており、釜石沖のようなM5前後の固有地震は比較的珍しい。ただ、規模が小さいため再来間隔が短く、研究には非常に適していたため、研究対象となった。
固有地震が発生する原因は、以下の2つで説明できる。
1. 断層（震源域）に一定のペースで応力が蓄積されていき、それが定期的に解放（発震）されるため。
2. 固有地震の震源域が、毎回ほぼ同じ領域である（何らかの原因により、毎回同じような領域にアスペリティや遷移領域が形成される）ため。

近年有力な地震発生モデルである「アスペリティモデル」の考え方を用いれば、固有地震の震源域となる領域の周囲には必ず、たまった応力を短い周期ですぐに解放してしまう領域（遷移領域）が存在する。遷移領域では、微小地震を繰り返し発生させたり、非地震性のすべりを発生させたりして応力を開放し続けている。一方で、これに囲まれた震源域となる領域だけが応力がたまり続ける領域（固着域=アスペリティ）となる。アスペリティはその構造上、強い固着によって簡単には地震を起こさないようになっており、限界に達して初めて地震を起こし、応力を解消しようとする。
また固有地震は、発生場所や規模のほかに、すべりの方向や断層角といった発震機構、地震動の波形なども似通ったものになるという特徴がある。これは同じ断層で発生することが原因である。
しかし、固有地震に関してまだ解明されていない問題もある。連動型地震がそうであり、東海・東南海・南海の単発型と連動型、（大正）関東・（元禄）関東の単発型と連動型などは、単発型の発生間隔の数倍の間隔で連動型が発生すると考えられている。その原因については研究途上である。また、南海地震など発生記録が残っている地震の再来間隔の不均一の原因についても、研究途上の部分がある。
一般的に、グーテンベルグ-リヒターの関係式によって、マグニチュードが増加すると指数関数的に地震の頻度が減る関係にあるが、固有地震の場合は、この関係式から外れた最大地震（=固有地震）が存在する。このため、固有地震において関係式を算出すると、実際の観測数は固有地震を除いてこれより少なくなってしまう。これを固有地震モデルといい、内陸プレート型や海溝型の大地震における発生確率推定にも用いられている。Wallace (1970) の定義では、断層の長期変位量をD、断層の長期変位速度をC、クリープ（常時=固有地震以外の）変位速度をSとした時の固有地震再来期間Rは
{\displaystyle R={\frac {D}{(S-C)}}}
とされる。現在、この定義を用いた式に、地質調査等により変位の推定を当てはめて、大地震の発生予測を行うのが主流となっている。海溝型地震のほか、断層型地震（直下型地震）の確率論的予測もこの手法を用いている。

## 日本の主な固有地震
南海地震・東南海地震・東海地震は単独でM8.0前後、100 - 150年間隔の固有地震である。このほか、日本周辺で予想されているM7 - 8クラスの海溝型地震はほぼすべて固有地震である。東海地震・東南海地震・南海地震のように、プレートの沈み込み帯自体が地形により3つに分かれていて、震源域が自然と区別されているものもあれば、震源域が不明瞭で、固有地震があるとは考えられるがそれを抽出できないような地域も存在する。
海溝型地震
| 地震名 | 発生（再来） 間隔 | 規模 (M) | 備考 |
| --- | ----------------- | -------- | --- |
| 根室半島沖地震 | 70年前後          | 7.9前後  | 1973年の同名地震が該当。下記の十勝沖と連動する場合、規模はM8.3前後に跳ね上がる。                                                   |
| 十勝沖地震 | 70年前後          | 8.1前後  | 2003年の同名地震が該当。襟裳岬よりも東側の海域。上記の根室半島沖と連動する場合、規模はM8.3前後に跳ね上がる。                       |
| 三陸沖北部地震 | 100年前後         | 8.0前後  | 1968年十勝沖地震が該当。襟裳岬よりも西側の海域。                                                                                   |
| 宮城県沖地震 | 35 - 40年         | 7.5前後  | 1978年の同名地震が該当。下記の三陸沖南部と連動する場合、規模はM8.0前後に跳ね上がる。                                               |
| 三陸沖南部地震 （三陸沖南部海溝寄り）                                                                                  | 100年前後         | 7.7前後  | 1897年の地震が該当。 |
| 福島県沖地震 | 400年以上         | 7.4前後  | 1938年福島県東方沖地震が該当。 |
| 茨城県沖地震 | 約21年            | 6.7-7.2  | 2008年の地震が該当。 |
| （三陸沖～房総沖海溝寄り）                                                                                             | 130年前後         | 8.2前後  | 1896年明治三陸地震、1933年昭和三陸地震地震が該当。                                                                                 |
| 関東地震（大正型） | 200 - 400年       | 7.9前後  | 1923年の同名地震が該当。神奈川県・東京湾南部・房総半島西部が震源域。北アメリカプレートとフィリピン海プレートの境界で起こる。       |
| 関東地震（元禄型） | 2000年超          | 8.1前後  | 1703年元禄地震が該当。上記に加え、房総半島南沖～南東沖までが震源域となる。北アメリカプレートとフィリピン海プレートの境界で起こる。 |
| 関東地震と東海地震の震源域の中間にあたる伊豆地方・丹沢山地・富士山近辺では、海溝型の固有地震は歴史上確認されていない。 |                   |          | |
| 東海地震 | 100 - 150年       | 8.0前後  | 1854年の同名地震が該当。東海・東南海・南海連動型地震の場合、M8.5 - 8.7と想定されており、歴史的規模になる。                         |
| 東南海地震 | 90 - 150年        | 8.1前後  | 1944年の同名地震が該当。 |
| 南海地震 | 90 - 150年        | 8.4前後  | 1946年の同名地震が該当。上記の東南海と連動する場合、M8.5前後に跳ね上がる。                                                         |
| 日向灘地震 | 200年前後         | 7.6前後  | 豊後水道南部・日向灘が震源域。 |
| 日向灘地震（M7級） | 20 - 30年         | 7.1前後  | 1941年、1961年、1987年の地震が該当。震源域は小さめで、上記の震源域の中でばらばらに出現する。                                       |

- 浦河沖地震、青森県東方沖地震など、日高支庁から青森県にかけての海域では、準周期的にM7 - 7.6位の地震が発生しているが、固有地震としてはっきりしない部分が多い。

海洋プレート内（スラブ内）地震
| 地震名                   | 発生（再来） 間隔 | 規模 (M)  | 備考 |
| ------------------------ | ----------------- | --------- | --- |
| 芸予地震                 | 60 - 70年前後     | 6.7 - 7.4 | 1905年と2001年の同名地震が該当。安芸灘・伊予灘・豊後水道が震源域。                                                                                      |
| 南西諸島周辺の稍深発地震 | 不明              | 不明      | 1909年宮崎西部を震源とする地震（M7.6、様式不明）、喜界島地震（M8.0、沈み込んだ海洋プレート内地震との見方が有力）が該当。                                |
| 南西諸島周辺の浅発地震   | 不明              | 不明      | 1901年奄美大島近海を震源とする地震（M7.5、様式不明)、1938年宮古島北西沖を震源とする地震（M7.7、沖縄トラフにおけるプレート内地震との見方が有力）が該当。 |

様式が特定できないもの
| 地震名             | 発生（再来） 間隔 | 規模 (M)      | 備考 |
| ------------------ | ----------------- | ------------- | --- |
| 北海道北西沖地震   | 3900年程度        | 7.8程度       | 地質調査により2100年前に該当する地震が発生したと推定される。日本海東縁。 |
| 北海道西方沖地震   | 1400 - 3900年程度 | 7.5前後       | 1940年積丹半島沖地震(M7.5)が該当。日本海東縁。 |
| 北海道南西沖地震   | 500 - 1400年程度  | 7.8前後       | 1993年の同名地震が該当。日本海東縁。 |
| 青森県西方沖地震   | 500 - 1400年程度  | 7.7前後       | 1983年日本海中部地震が該当。日本海東縁。 |
| 佐渡島北方沖地震   | 500 - 1000年程度  | 7.8程度       | 地質調査により再来間隔が推定されている。日本海東縁。 |
| 秋田県沖地震       | 1000年程度以上    | 7.5程度       | 地質調査や周辺領域の地震活動との整合性を考慮し推定。日本海東縁。 |
| 山形県沖地震       | 1000年程度以上    | 7.7前後       | 1833年庄内沖地震(M7.7)が該当。日本海東縁。 |
| 新潟県北部沖地震   | 1000年程度以上    | 7.5前後       | 1964年新潟地震が該当。日本海東縁。 |
| 南関東直下地震     | 23.8年            | 6.7 - 7.2程度 | 1855年安政江戸地震(M6.9)、1894年明治東京地震(M7.0)、1894年東京湾付近を震源とする地震(M6.7)、1895年茨城県南部を震源とする地震(M7.2)、1921年茨城県南部を震源とする地震(M7.0)、1922年浦賀水道付近を震源とする地震(M6.8)、1987年千葉県東方沖地震(M6.7)が該当。 |
| 神奈川県西部地震   | -                 | -             | 1633年寛永小田原地震(M7.0)、1782年天明小田原地震(M6.7)、1853年嘉永小田原地震(M6.7)が該当。震源領域がはっきりしないため、地震調査委員会の評価では南関東直下地震の中でまとめて評価されている。                                                               |
| 与那国島周辺の地震 | 100年前後         | 7.8前後       | 1966年の地震が該当。 |

- 日本海東縁の地震は、テクトニクス上はユーラシアプレート（アムールプレート）と北アメリカプレート（オホーツクプレート）境界部で起こるプレート間地震であるが、発震機構は断層角の深い高角逆断層を呈するため海溝型とは異なる。